# نهر كوما (اليابان)
نهر كوما أو كوماغاوا (باليابانية: 球磨川) هو نهر طبيعي يقع في محافظة كوماموتو في القسم الغربي الأوسط من جزيرة كيوشو في جنوب اليابان. يُعد أكبر أنهار جزيرة كيوشو، حيث يبلغ طوله 115 كم، وتبلغ مساحة التجميع المائي له 1880 كم². وقد صُّنف مصب النهر كجزء من أهم 500 منطقة رطبة في اليابان. يُعتبر أحد أسرع ثلاثة أنهار في اليابان (برفقة نهري موغامي وفوجي). ويصنف النهر حسب الحكومة اليابانية على أنه نهر من الدرجة الأولى.
يعد نهر كوما من المناطق السياحية الشهيرة في اليابان، حيث يزوره حوالي 70 ألف شخص كل عام، وغالبًا خلال فصل الصيف. وينجذب السياح إلى أسماك الآيو أو الأسماك الحلوة التي تعيش في نهر كوما وبعض روافده، حيث يستمتع العديد من الناس بشكل خاص بـ "شاكو آيو". كما يستخدم النهر لصيد الأسماك، وخاصة في شهر يونيو، وري حقول الأرز القريبة. ثم يصب في بحر ياتسوشيرو في منطقة ياتسوشيرو.
اشتهر النهر أيضًا بأول عملية إزالة سد في اليابان وفي قارة آسيا، وهو سد آراسي. كما أن النهر حقق فيضانًا واسعًا في يوليو 2020، أدى لنزوح 100 ألف أسرة، ووفاة 15 شخصًا.

## الجغرافيا
يغطي نهر كوما وحوضه المائي 25% تقريبًا من إجمالي مساحة محافظة كوماموتو، وهو أكبر نهر في المحافظة. يبدأ نهر كوما مجراه من جبل تشوشيغاسا ويتدفق إلى محافظة كوماموتو، مشكلًا خليج ياتسوشيرو. ويعتبر كوما النهر الرئيسي والأكبر الوحيد المتصل ببحر ياتسوشيرو، وهو المصب النهائي للنهر، وفي هذا البحر عند مصب النهر تتشكل منطقة مد وجزر كبيرة. وقبل أن يصب النهر في بحر ياتسوشيرو، يتدفق نهر كوما عبر مدينة هيتويوشي وقرية كوما ومدينة ياتسوشيرو. لنهر كوما 80 رافدًا ويبلغ إجمالي طوله مع روافده 434 كم. أحد الروافد الرئيسية لنهر كوما هو نهر كاوابي، الذي ينضم إلى نهر كوما في مدينة هيتويوشي. كما تتكون رواسب نهر كوما من تضاريس تشيتشيبو وبركان هيجو.

## الوجهات السياحية
يتوفر عند ضفاف النهر فرصة لحجز القوارب السياحية، والتي يقودها قائدين غالبًا لتفادي الصخور والانحناءات المستمرة. حيثُ تتميز المنطقة بالهدوء والمناظر الطبيعية الخلابة، مثل تفتح زهور الكرز في الربيع أو تساقط أوراق الشجر في الخريف. كما تعتبر وجهة مهمة لمحبي رياضة التجديف والمغامرات.